# Rafet el Roman

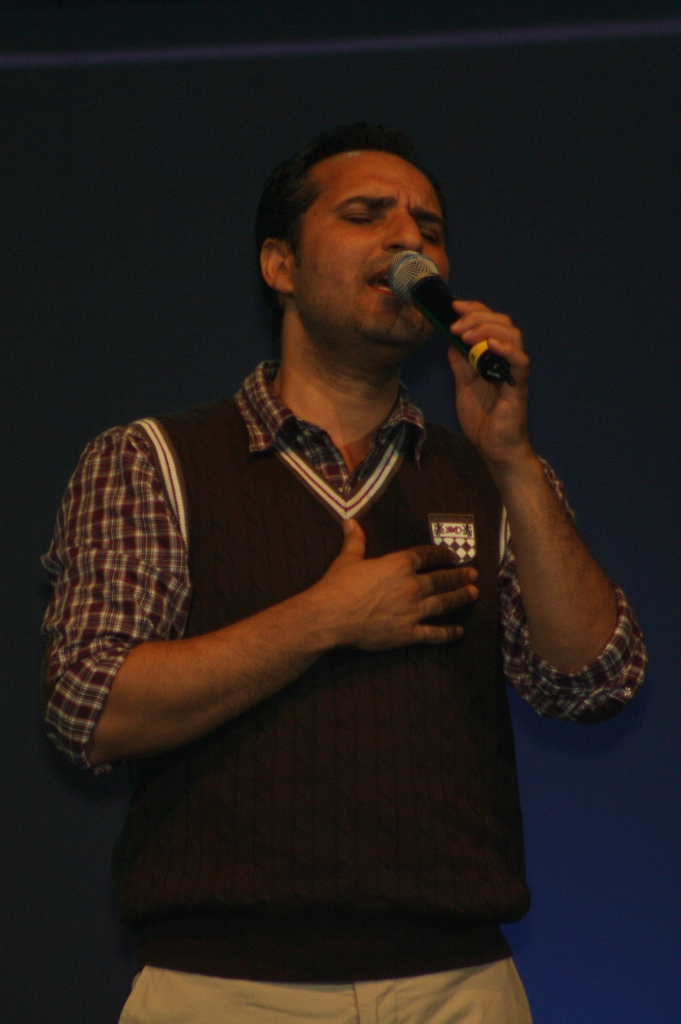
Rafet el Roman (2010)

Rafet el Roman (* 25. August 1968 in Havsa, Edirne, Türkei; früher Rafet Yaşdut) ist ein türkischer Popmusiker. Er lebt in Reinheim.

## Leben und Wirken
Als die Eltern 1970 als Gastarbeiter nach Deutschland zogen, blieb Rafet zunächst bei seiner Großmutter in dem Dorf Ömerbey in der Nähe von Uzunköprü und wurde in seinem siebten Lebensjahr von seinen Eltern nach Deutschland geholt. Mit 16 Jahren komponierte er bereits seine ersten Lieder und schrieb seine ersten Texte.
Nachdem er sich 1984 bei Midnight Entertainment als Statist beworben hatte, begann seine Karriere als Schauspieler. 1987 spielte er die Hauptrolle in dem Film „Defender“. Er lernte sehr viel über Kameraarbeit, Dramaturgie und führte bei seinen Action-Szenen teilweise selbst Regie. Es zeigte sich sein sehr vielseitiges Talent, welches ihm später half, seine eigenen Videoclips zu produzieren.
1992 erhielt er vom Saarländischen Rundfunk Radio den Preis als bester Nachwuchskünstler und zwei Jahre später den Media Artist-Award beim Frankfurter Kulturfestival. 1995 ging er in die Türkei, um sein erstes Soloalbum aufzunehmen.
Neben seiner Musikkarriere konzentriert er sich auch immer wieder auf die Schauspielerei. 1999 spielte er neben großen Schauspielern wie Kemal Sunal und Metin Akpınar die Hauptrolle in dem türkischen Film Propaganda. Ein Jahr später folgte der nächste Film Dar alanda kısa paslasmalar mit Müjde Ar.
2000 gründete er seine eigene Plattenfirma namens „RER Müzik“. Im Jahr 2006 gewann er einen Altın Kelebek Award in der Kategorie Bester Pop-Sänger. Rafet el Roman ist verheiratet und hat drei Kinder.
In seiner bisherigen Musiklaufbahn machte er mit zahlreichen Hits wie Seni Seviyorum, Yalancı Şahidim, Bana Sen Lazımsın, Aşk-ı Virane, Aşka İnat, Direniyorum oder Unuturum Elbet auf sich aufmerksam.

## Diskografie

### Alben
- 1995: Gençliğin Gözyaşı
- 1997: En Güzel Günler Senin Olsun
- 1999: Hayat Hüzünlü
- 2000: Hanımeli
- 2002: Aşk Nr. 5
- 2004: Sürgün
- 2005: Kalbimin Sultanı
- 2006: Gönül Yarası
- 2008: Bir Roman Gibi
- 2011: Sevgiye Zaman Ver
- 2013: Yadigar
- 2016: Mecnun
- 2021: Sırrına Eremeyiz

### Singles
| - 1995: Seni Seviyorum - 1995: Amerika - 1995: Leyla - 1996: Sorma Neden - 1996: Gençliğin Gözyaşı - 1996: Şu Hayatta - 1997: Affetmem - 1997: Nerdesin - 1997: Aşk Değilse - 1997: Seni Sevmiyorum - 1999: Bir Melek Diliyorum - 1999: Son Mektup (mit Burcu Güneş) - 2000: Elimde Değil - 2000: Beni Affeder Misin - 2000: Bir Gol Daha (mit Mehmet Ali Erbil) - 2000: Peşindeyim (mit Aşkın Nur Yengi) - 2002: Aşk - 2002: Şanslıyım - 2002: Bugün Anladim - 2004: Yalancı Şahidim - 2004: Sürgün - 2005: Bana Sen Lazımsın - 2005: Yüreğimle Seviyorum - 2006: Gönül Yarası - 2006: Yana Yakıla - 2006: Bir Damla Sevgi - 2006: Sende Herşey Yalandı - 2008: Aşk-ı Virane (mit Yusuf Güney) - 2008: Sevdim Ama Sonu Yoktu - 2008: Ohne Sie - Sensiz - 2010: Aşka İnat (mit Yusuf Güney & Eren Atasoy) - 2011: Bir Melek Diliyorum (mit Şanışer) - 2011: Açık ve Net (mit Şanışer) - 2011: Direniyorum - 2012: Senden Sonra | - 2012: Beni Biraz Anlasaydın - 2013: Ayrılık - 2013: Kalbine Sürgün (mit Ezo) - 2014: Git Diyemem (mit Ezo) - 2014: Adımla Seslendi - 2015: Şipşak - 2016: Suç Bende Mi - 2016: Teşekkürler Türkiyem - 2016: Kurşun - 2016: Hak Etmedim Seni (mit Soner Gerçeker) - 2017: Sen Olmazsan (mit Hülya Avşar) - 2017: En Güzel Şey Yaşamak - 2018: Özledim - 2018: Unuturum Elbet (mit Derya) - 2019: Bağışla Beni (mit Faridam) - 2019: Bahçede Yeşil Çınar (mit Ayşe Nur Keskin) - 2019: Seveni Suçlama - 2019: Anlamazdın - 2020: Paramparça (mit Burak King) - 2020: Öldüğün Gün İnanırsın (Kitaplara İnanmayan) - 2021: İki Dakika (mit Nur Usta) - 2021: Bağışla Beni - 2021: Yangın - 2021: Şubat (mit Ayten) - 2022: Milyon Yara - 2022: Işıl Işıl - 2022: Telli Turnam - 2023: O Taraf (mit Araz) - 2023: Sen ve Ben (mit Derya) - 2024: Her Şeye Rağmen - 2024: Yarim - 2024: Bu Günler Yaşanacak - 2025: Mazide (mit Su El Roman) - 2025: Elimde Değil (mit Özge Biroğlu) - 2025: Bitmedi Eziyetin (mit Levent Solmaz) |

Quelle:

## Filmografie
Filme
- 1999: Propaganda
- 2000: Dar Alanda Kısa Paslaşmalar

Serien
- 2007: Senin Uğruna

## Auszeichnungen
- 1996: Kral Türkiye Müzik Award in der Kategorie Bester Pop-Musiker
- 2006: Altın Kelebek Award in der Kategorie Bester Pop-Sänger
- 2009: Kral Türkiye Müzik Award in der Kategorie Song des Jahres (für Aşk-ı Virane)
- 2014: Kral Türkiye Müzik Award in der Kategorie Bestes Duett (für Kalbine Sürgün)